# Bromură de fenilmagneziu
Bromura de fenilmagneziu este un compus organomagnezian cu formula chimică simplificată C6H5MgBr. Este disponibil comercial sub formă de soluție în eter dietilic sau tetrahidrofuran (THF). Este un exemplu de reactiv Grignard și este utilizat ca echivalent sintetic pentru sintonul "Ph−".

## Obținere

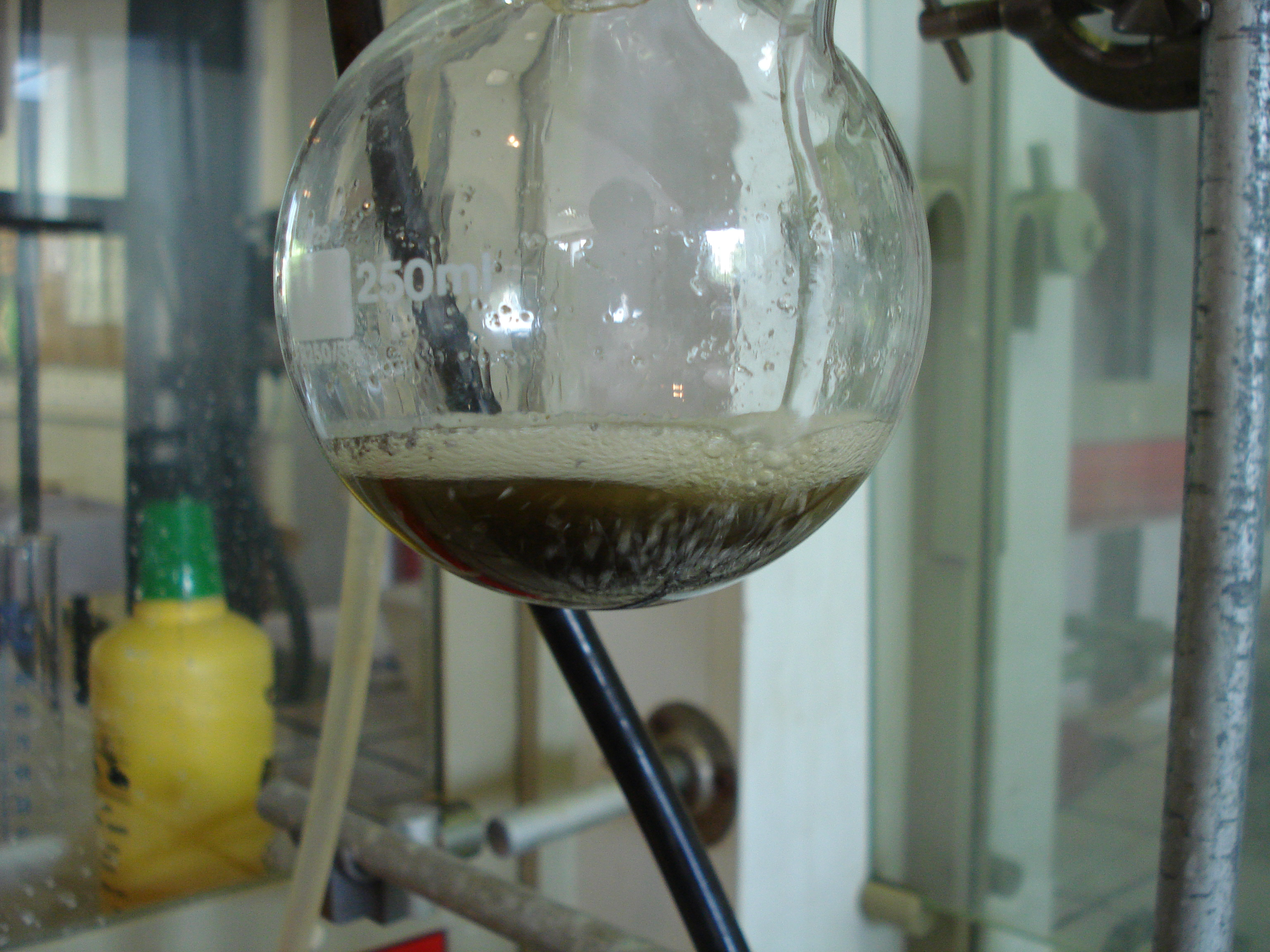
Prepararea bromurii de fenilmagneziu în urma reacției dintre bromobenzen și magneziu metalic.

Prepararea în laborator implică tratarea bromobenzenului cu magneziul metalic, de obicei sub formă de pilitură. O cantitate mică de iod poate fi utilizată pentru a activa magneziul și a iniția reacția.